# Dacryopinax spathularia
Dacryopinax spathularia är en svampart som först beskrevs av Ludwig David von Schweinitz, och fick sitt nu gällande namn av G.W. Martin 1948. Dacryopinax spathularia ingår i släktet Dacryopinax och familjen Dacrymycetaceae.   Inga underarter finns listade i Catalogue of Life.

## Källor

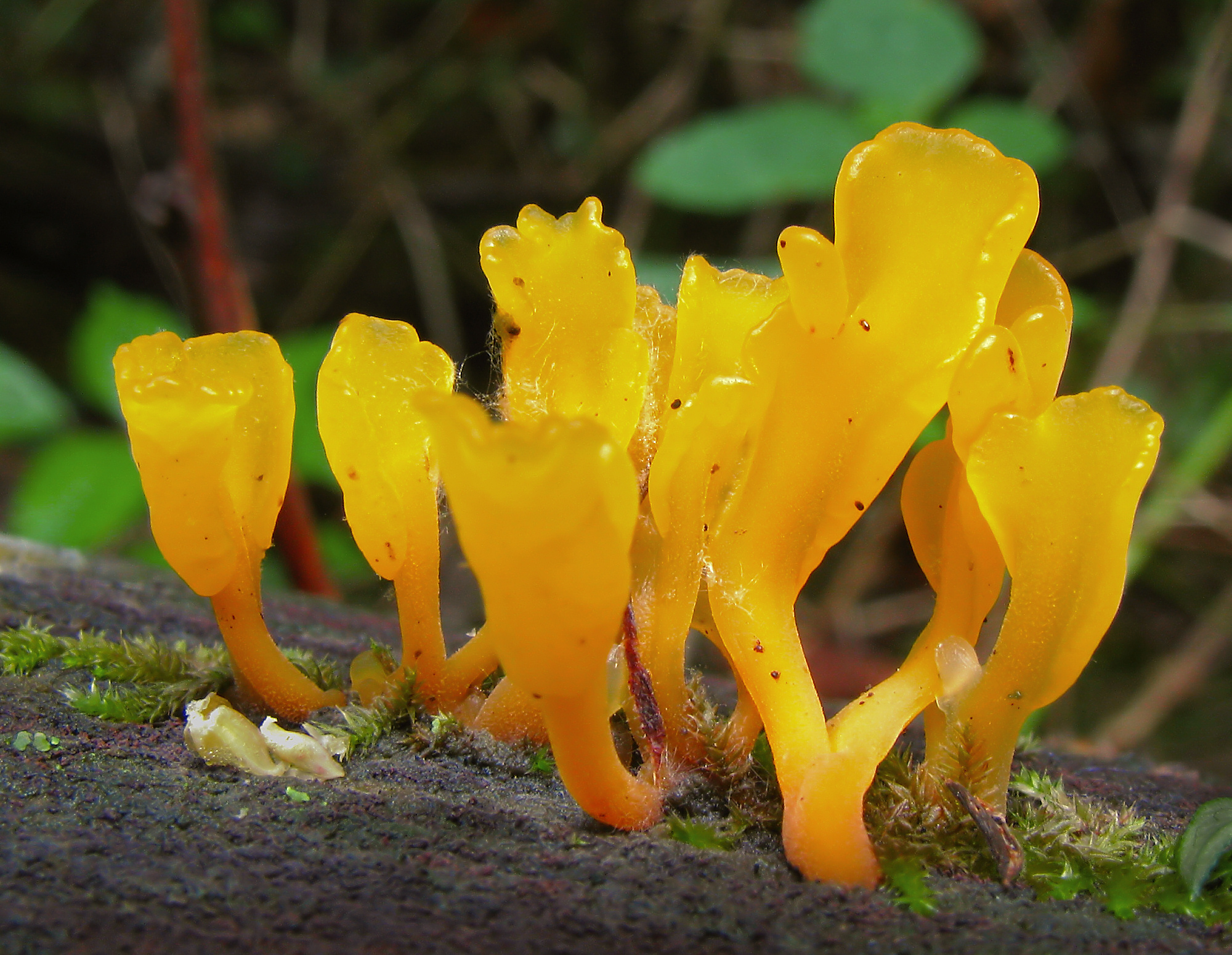
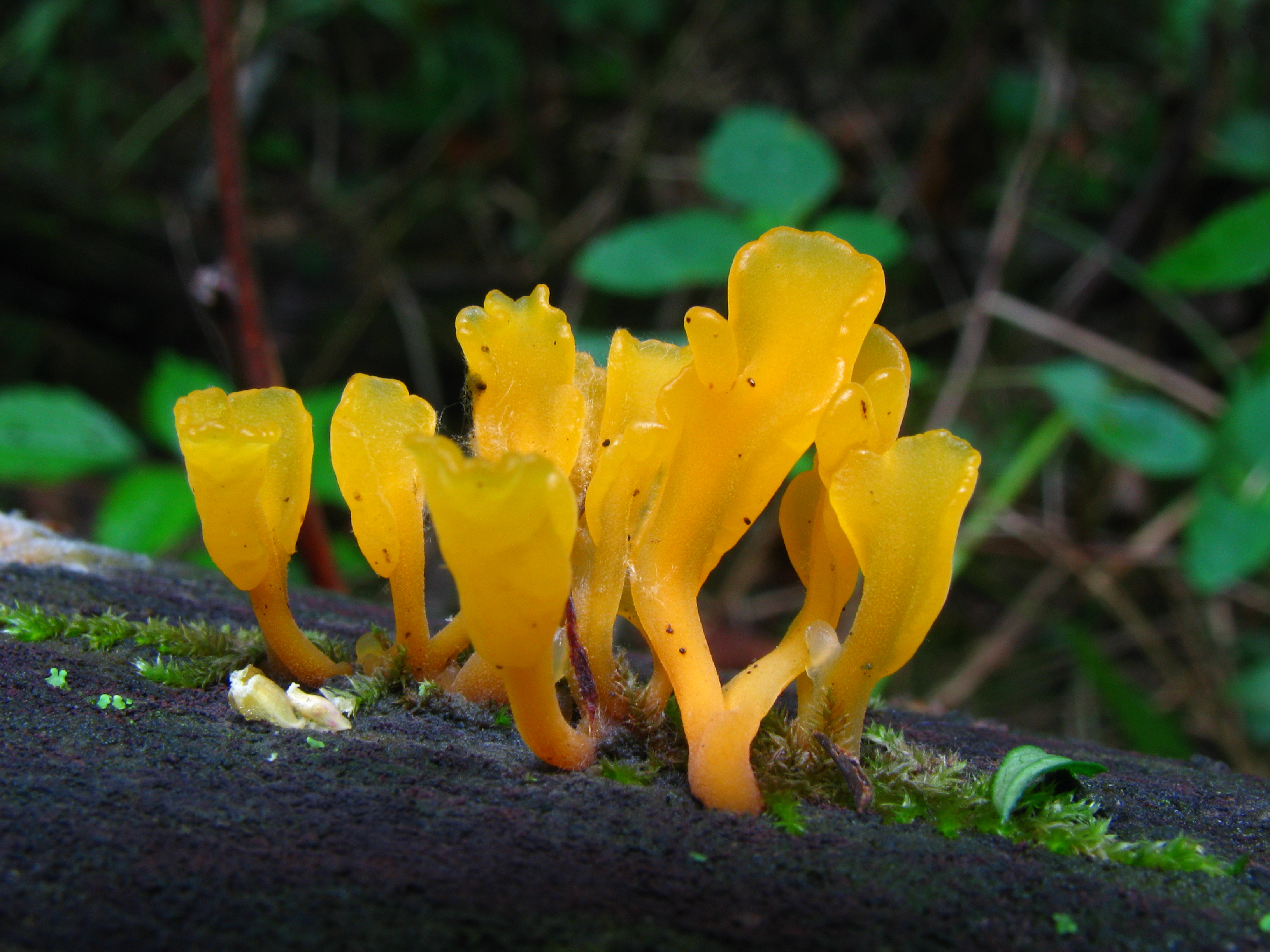
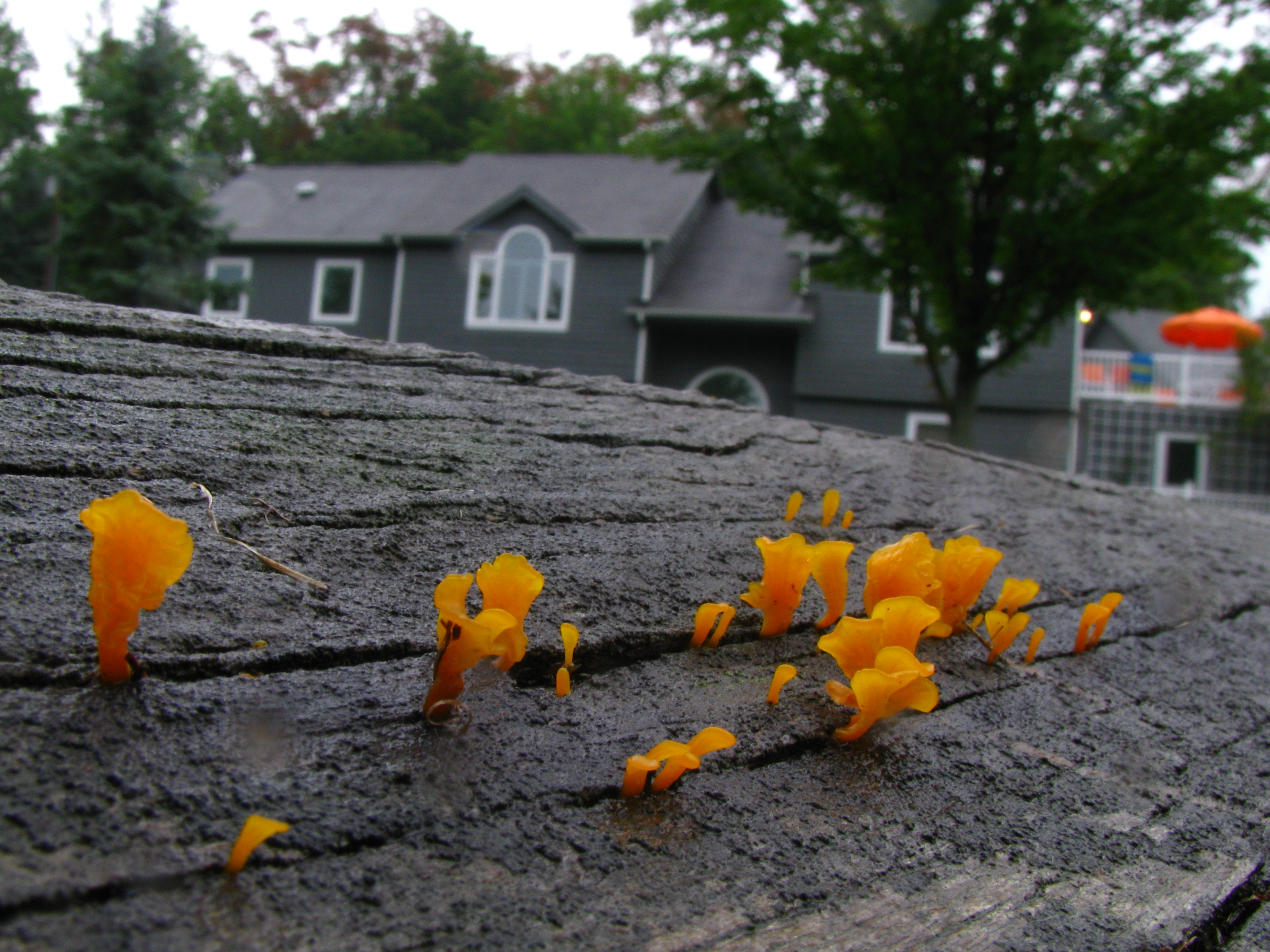
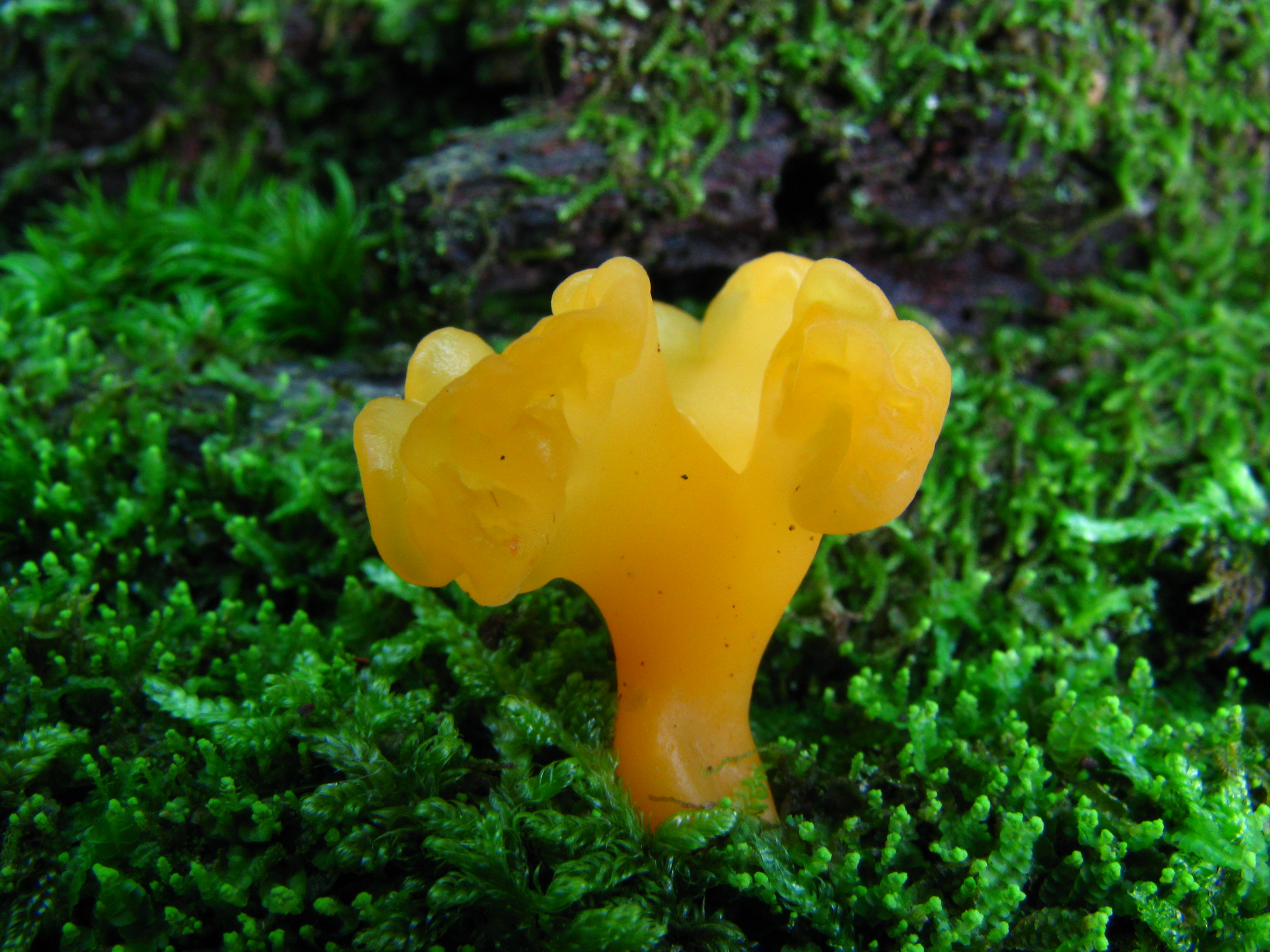
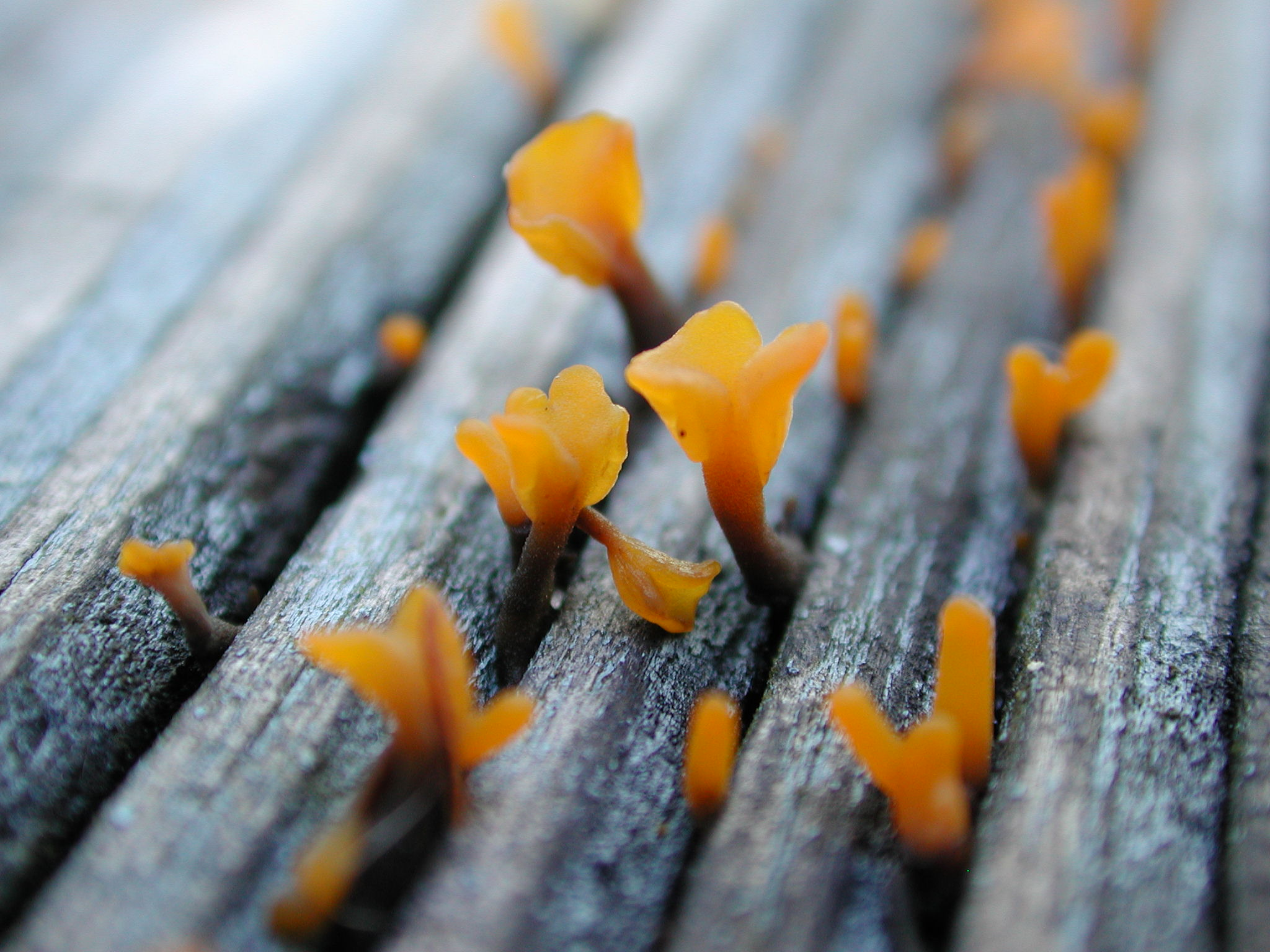
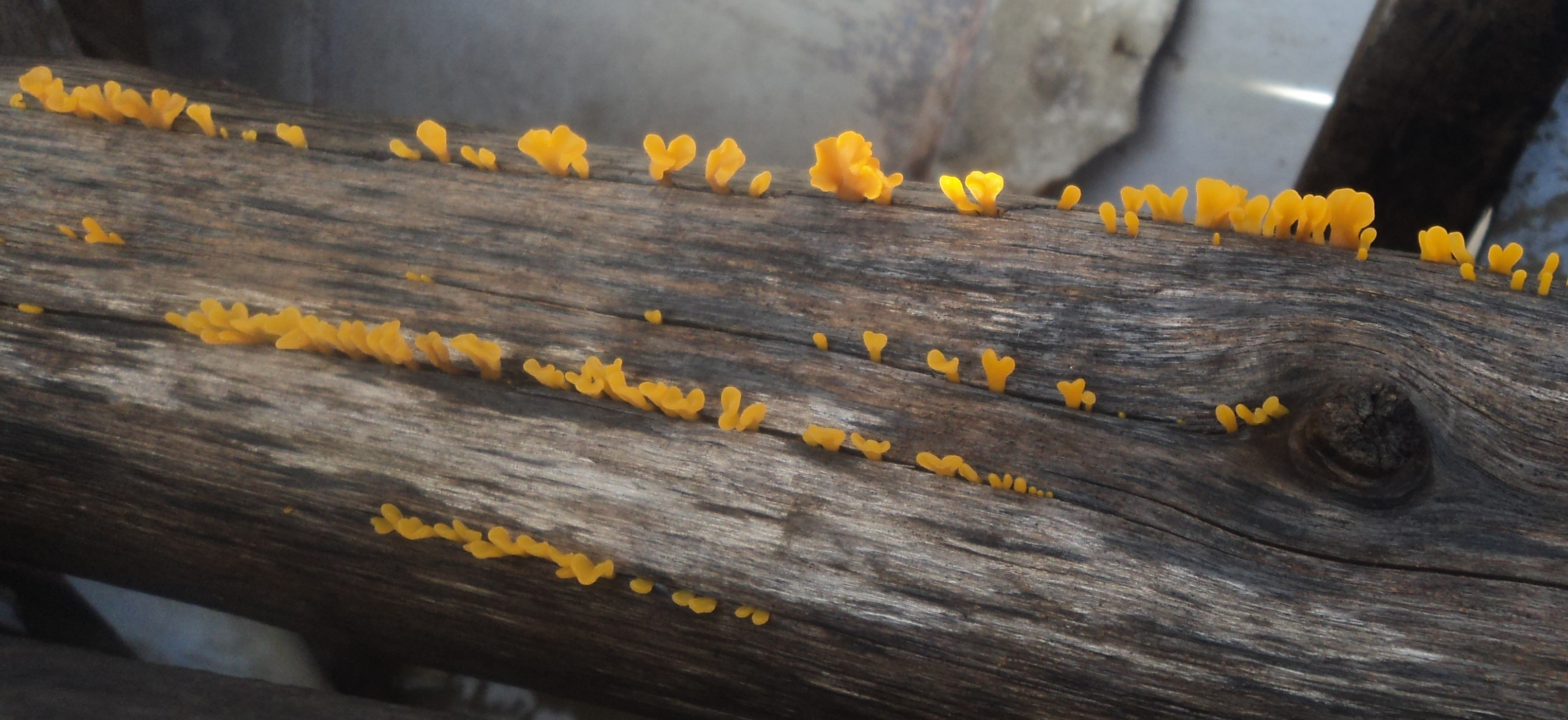